# Przydroże (Zielona Góra)
Pour les articles homonymes, voir Przydroże.
Przydroże (prononciation : [pʂɨˈdrɔʐɛ]) est un village polonais de la gmina de Zielona Góra dans le powiat de Zielona Góra de la voïvodie de Lubusz dans l'ouest de la Pologne.
Il se situe à environ 10 km au sud-est de Zielona Góra (siège de la gmina, du powiat et de la diétine régionale).

## Histoire
Après la Seconde Guerre mondiale, avec les conséquences de la Conférence de Potsdam et la mise en œuvre de la ligne Oder-Neisse, le village est intégré à la République populaire de Pologne. La population d'origine allemande est expulsée et remplacée par des polonais.
De 1975 à 1998, le village appartenait administrativement à la voïvodie de Zielona Góra.

Depuis 1999, il appartient administrativement à la voïvodie de Lubusz.